# もも×てつ
もも×てつは、スカパー!プレミアムサービス 鉄道チャンネルが制作するネット番組。2016年4月からLINE LIVEで放送されている。鉄道チャンネルでは、2016年6月15日から放送。

## 番組概要
鉄道アイドルとして活動中の伊藤桃が、ゲストを交えて鉄道にまつわる
ディープな情報をお届けするトークバラエティ番組。
女性ながらに、日本全国のJR線完乗という偉業を達成した伊藤。
その経験を活かした全国各地の鉄道の見どころやオススメ秘境駅、
最新の鉄道ニュース話題などを紹介していく。
。

## 出演者

### 番組MC
- 伊藤桃（いとうもも）

### ゲスト
- 毎回異なるゲストが出演

- 第1回横見浩彦（よこみ ひろひこ）2016年4月15日 2016年6月15日
- 第2回ななめ45° 岡安章介 2016年5月6日 2016年7月13日
- 第3回久野知美 2016年6月24日 2016年8月17日
- 第4回木村裕子 2016年7月15日 2016年9月14日
- 第5回鉄道模型コンベンションの会場からの中継 2016年8月19日※15分の生中継配信のため鉄道チャンネルでは放送されず。（欠番）
- 第6回村上悠太（プロ鉄道カメラマン）2016年9月23日 2016年11月16日
- 第7回桜井せな 2016年10月27日 2017年1月9日※この回は鉄道ニュース546のスタジオでの放送。

## 主なコーナー
- 駅弁!おいしいヨ
  - 毎回1〜2種類紹介し食べる。
- 鉄道NEWS HEADLINE（鉄道ニュース ヘッドライン）
  - 鉄道チャンネルのフェイスブックおよびツイッターに載っていて鉄道ニュース546で取り上げられなかったニュースを取り上げる。
- 桃的オススメ駅

## 配信（放送）スケジュール
- 毎月1回不定期 LINE LIVEで生放送
- 配信時間は当初13時から60分だったが、2回目から12時30分〜13時30分に変更されている。
- 鉄道チャンネルでは2ヶ月遅れの2016年6月15日から放送。